# Coleta Itinerante de Resíduos Eletrônicos
A Coleta Itinerante de Resíduos Eletrônicos é um projeto realizado pelo Departamento Municipal de Limpeza Urbana (DMLU) de Porto Alegre. Neste projeto são recolhidos resíduos eletrônicos que ganham descarte adequado. O DMLU é parceiro da empresa Otser e do Sindilojas nesta ação.
São aceitos materiais como computadores, CPUs, monitores, teclados, cabos, estabilizadores e demais acessórios afins e eletrodomésticos obsoletos. 
1. ↑  Departamento Municipal de Limpeza Urbana, Coleta Itinerante de Resíduos Eletrônicos, Prefeitura Municipal de Porto Alegre, 15 de março de 2015
2. ↑  G1 Site de notícias da Globo, DMLU inicia coleta itinerante de resíduos eletrônicos em Porto Alegre, G1 - Rio Grande do Sul - RBS TV, 02 de agosto de 2014